# Stössing
Stössing ist eine Gemeinde mit 852 Einwohnern (Stand 1. Jänner 2025) im Bezirk St. Pölten in Niederösterreich. Von 1972 bis Ende 1987 war Stössing in die Gemeinde Kasten bei Böheimkirchen eingemeindet.

## Geografie
Stössing liegt im Mostviertel in Niederösterreich und gehört zum Wienerwald. Die Entwässerung erfolgt durch den nach Norden fließenden Stössingbach. Die Berge an der Gemeindegrenze erreichen Höhen von über 500 Meter, der höchste ist der 655 Meter hohe Hegerberg.
Die Fläche der Gemeinde umfasst 27,49 Quadratkilometer. Davon sind 53 Prozent landwirtschaftliche Nutzfläche, 41 Prozent der Fläche sind bewaldet.

### Gemeindegliederung
Das Gemeindegebiet umfasst zehn Katastralgemeinden und gliedert sich in zehn gleichnamige Ortschaften (in Klammern Fläche Stand: 31. Dezember 2023 bzw. Einwohnerzahl Stand 1. Jänner 2025):
- Bonnleiten (407,59 ha; 98 Ew.) samt Goin
- Buchbach (171,68 ha; 34 Ew.)
- Dachsbach (214,62 ha; 38 Ew.)
- Freiling (100,25 ha; 48 Ew.)
- Hendelgraben (61,2 ha; 111 Ew.)
- Hochgschaid (495,08 ha; 147 Ew.) samt Waldhäuseln
- Hochstraß (707,49 ha; 69 Ew.)
- Hof (45,39 ha; 17 Ew.)
- Sonnleiten (197,38 ha; 20 Ew.)
- Stössing (347,9 ha; 270 Ew.)

### Nachbargemeinden
| Kasten bei Böheimkirchen | Kirchstetten                                | Neulengbach           |
|                          | Kompassrose, die auf Nachbargemeinden zeigt | Neustift-Innermanzing |
| Michelbach               |                                             | Brand-Laaben          |

## Geschichte
Im Altertum war das Gebiet Teil der Provinz Noricum.
Die Erstnennung des Namens Stössing erfolgte 1204. Im Jahre 1248 wurde Stössing gemeinsam mit Außerkasten, Kasten und Schildberg unter den Filialkirchen der Mutterpfarre Böheimkirchen genannt. Im 14. und 15. Jahrhundert wurde die Pfarrkirche zu ihrer heutigen Gestalt ausgebaut, in dieser Zeit hatte Stössing auch Pfarrrechte. Die Zerstörung und Entvölkerung durch die Türkenkriege 1529 und 1683 (Türkenkapelle in Hochgschaid) brachten einen Niedergang, so dass das Pfarrgebiet von Stössing abwechselnd von Kasten und Brand betreut werden musste. Im Rahmen der Josephinischen Reformen wurde 1784 die Pfarre Stössing errichtet.
Die heutige politische Gemeinde entstand um das Jahr 1850. 1895 wurde die heutige Fachschule für ökologische Land- und Hauswirtschaft Hochstrass, damals Landwirtschaftliche Haushaltungsschule der Töchter der göttlichen Liebe, als Privatschule gegründet und erhielt 1917 das Öffentlichkeitsrecht. Nachdem die Schule im Jahr 2009 geschlossen worden war, musste auch das Kloster Hochstraß, in dem zum Schluss noch acht Nonnen wohnten, 2011 schließen.
Im Zuge der Niederösterreichischen Kommunalstrukturverbesserung wurden mit 1. Jänner 1972 die Gemeinden Stössing und Kasten bei Böheimkirchen zusammengelegt. Mit Beginn des Jahres 1988 wurden die beiden Gemeinden wieder geteilt, wobei Stössing allerdings die ursprünglich zu seinem Gemeindegebiet gehörige Katastralgemeinde Mayerhöfen an Michelbach abtreten musste.

### Bevölkerungsentwicklung
| Stössing: Einwohnerzahlen von 1869 bis 2025         | Stössing: Einwohnerzahlen von 1869 bis 2025 | Stössing: Einwohnerzahlen von 1869 bis 2025 | Stössing: Einwohnerzahlen von 1869 bis 2025 | Stössing: Einwohnerzahlen von 1869 bis 2025 |
| --------------------------------------------------- | ------------------------------------------- | ------------------------------------------- | ------------------------------------------- | ------------------------------------------- |
| Jahr                                                |                                             |                                             |                                             | Einwohner                                   |
| 1869                                                | 1869                                        |                                             | 964                                         | 964                                         |
| 1880                                                | 1880                                        |                                             | 941                                         | 941                                         |
| 1890                                                | 1890                                        |                                             | 1.018                                       | 1.018                                       |
| 1900                                                | 1900                                        |                                             | 1.074                                       | 1.074                                       |
| 1910                                                | 1910                                        |                                             | 1.091                                       | 1.091                                       |
| 1923                                                | 1923                                        |                                             | 1.034                                       | 1.034                                       |
| 1934                                                | 1934                                        |                                             | 1.022                                       | 1.022                                       |
| 1939                                                | 1939                                        |                                             | 963                                         | 963                                         |
| 1951                                                | 1951                                        |                                             | 838                                         | 838                                         |
| 1961                                                | 1961                                        |                                             | 797                                         | 797                                         |
| 1971                                                | 1971                                        |                                             | 702                                         | 702                                         |
| 1981                                                | 1981                                        |                                             | 670                                         | 670                                         |
| 1991                                                | 1991                                        |                                             | 719                                         | 719                                         |
| 2001                                                | 2001                                        |                                             | 738                                         | 738                                         |
| 2011                                                | 2011                                        |                                             | 772                                         | 772                                         |
| 2021                                                | 2021                                        |                                             | 840                                         | 840                                         |
| 2025                                                | 2025                                        |                                             | 852                                         | 852                                         |
| Quelle(n): Statistik Austria, Gebietsstand 1.1.2021 |                                             |                                             |                                             |                                             |

## Kultur und Sehenswürdigkeiten
- Ehemaliges Kloster Hochstraß

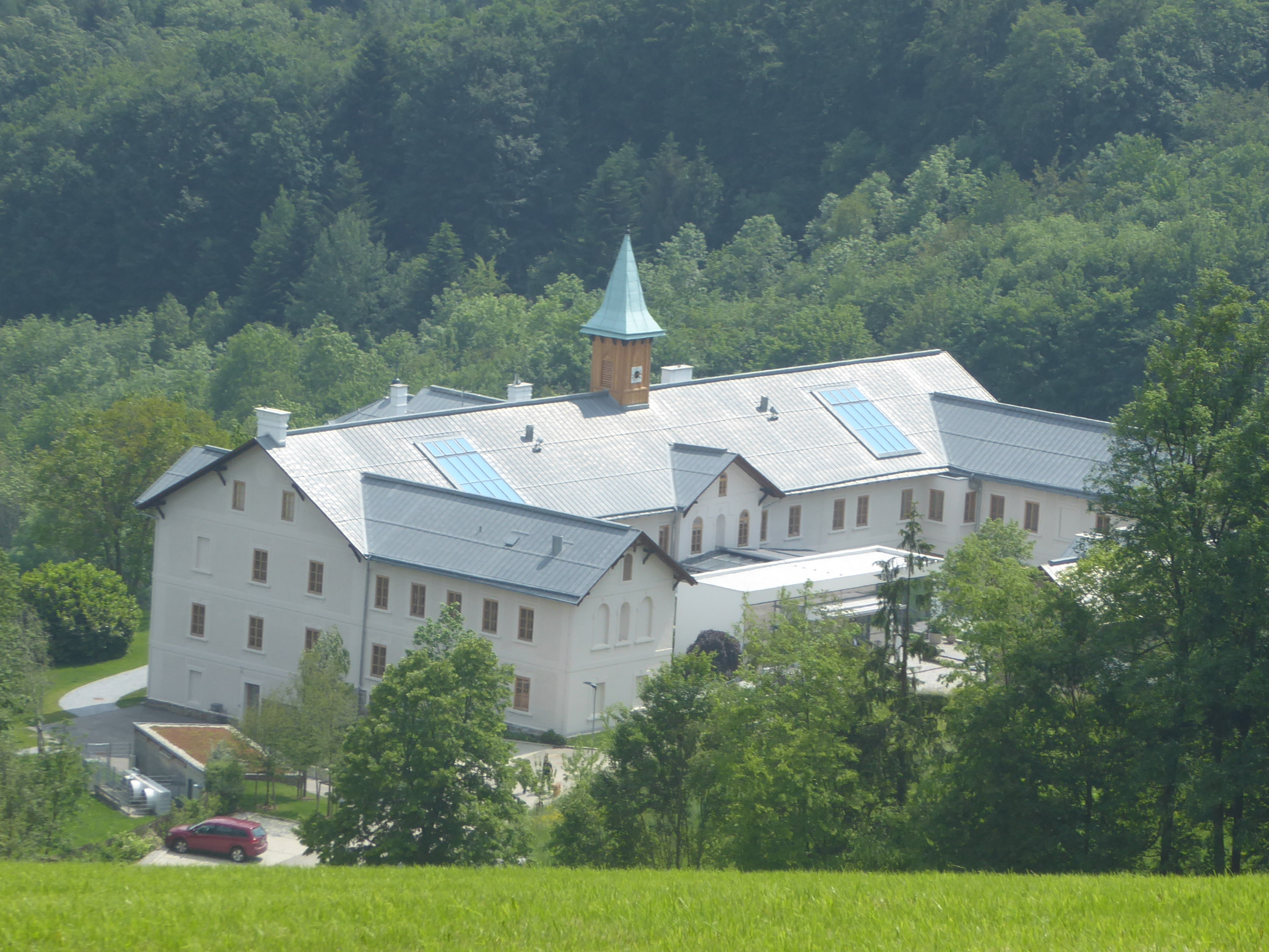
Ehemaliges Kloster Hochstraß

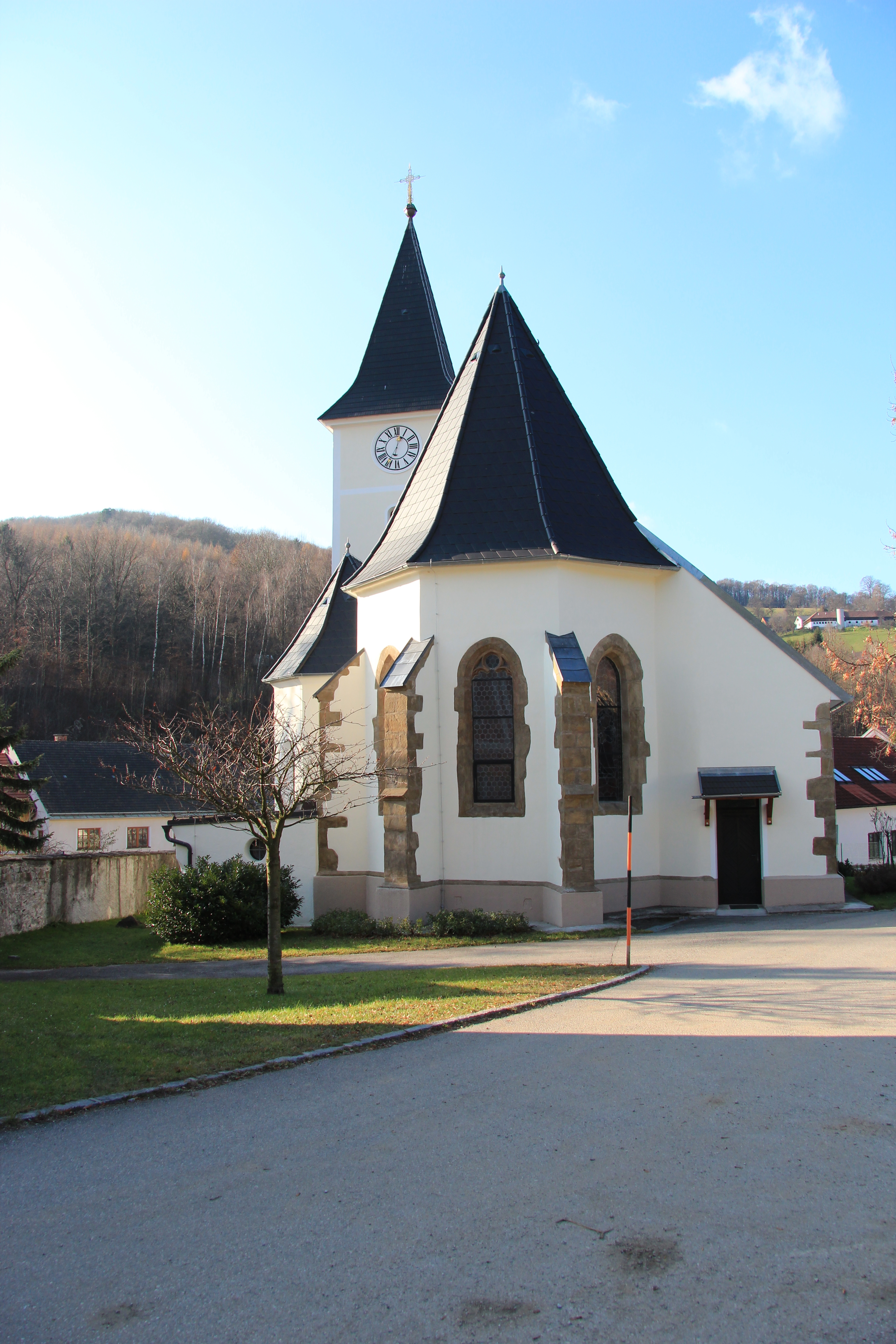
Pfarrkirche Stössing

- Katholische Pfarrkirche Stössing hl. Ägydius

Musik
- Blasmusikkapelle Stössing-Laaben
- Kirchenchor
- Singgruppe Stössing

Regelmäßige Veranstaltungen
- Rossmarkt: Das dreitägige Pferde- und Countryfest findet Anfang August mit Pferdeschauen und Reitturnieren statt. Der rassenmäßige Schwerpunkt ist dabei der Noriker.
- Feuerwehrfest: Anfang Juli findet ein von der Freiwilligen Feuerwehr veranstalteter Feuerwehrheurigen statt.
- Ägydi-Gartenfest: Zu Ehren des Kirchenpatrons, des Hl. Ägidius, findet regelmäßig Ende August das Ägidi Gartenfest statt.
- Grünlandparty: Party der Landjugend Stössing: findet im April statt.

Kulinarische Spezialitäten
- Elsbeere (Adlitzbeere): Stössing ist eine der wenigen Gemeinden in Österreich, die gezielt die Frucht der Elsbeerbäume zu kostbaren Delikatessen, wie. z. B. Edelbränden, Elsbeerschokolade, Elsbeerhonig, getrocknete Elsbeeren, verarbeitet. Die Gemeinde Stössing gehört zur Genuss-Region Wiesenwienerwald Elsbeere.

## Wirtschaft und Infrastruktur
Im Jahr 2010 gab es 78 land- und forstwirtschaftliche Betriebe, von denen 38 im Haupterwerb geführt wurden. Im Produktionssektor arbeiteten 21 Erwerbstätige in 11 Betrieben des Produktionssektors. Der Dienstleistungssektor beschäftigte 71 Menschen in 36 Firmen (Stand 2011).

### Bildung
In Stössing befinden sich ein Kindergarten und eine Volksschule.

### Sport
Vor dem Stössinger Ortszentrum befindet sich die örtliche Sport- und Freizeitanlage unter anderem mit Fußballplatz, Asphaltstockbahn und Spielplatz. Weiters besteht in der Katastralgemeinde Hof eine Reitschule des Reitclubs Stössing, es stehen eine Reithalle und ein Freiluft-Trainingsparcour zur Verfügung. Wöchentlich finden im Sportsaal der Volksschule verschiedene Sportarten wie Yoga, Wirbelsäulengymnastik und Jiu-Jitsu statt.
Ansässige Sportvereine sind unter anderem
- HSC Stössing
- SV Stössing
- Schiclub-Hegerberg
- Jiu Jitsu Stössing

## Politik
Der Gemeinderat hat 15 Mitglieder.
- Gemeinderatswahlen in Niederösterreich 1990: ÖVP 12, SPÖ 3.
- Gemeinderatswahlen in Niederösterreich 1995: ÖVP 12, SPÖ 2, FPÖ 1.[11]
- Gemeinderatswahlen in Niederösterreich 2000: ÖVP 12, SPÖ 2, FPÖ 1.[12]
- Gemeinderatswahlen in Niederösterreich 2005: ÖVP 11, SPÖ 3, FPÖ 1.[13]
- Gemeinderatswahlen in Niederösterreich 2010: ÖVP 9, Alternative Liste Stössing 4, SPÖ 2.[14]
- Gemeinderatswahlen in Niederösterreich 2015: ÖVP 8, Alternative Liste Stössing 4, SPÖ 3.[15]
- Gemeinderatswahlen in Niederösterreich 2020: ÖVP 10, SPÖ 4, Alternative Liste Stössing 1.[16]
- Gemeinderatswahlen in Niederösterreich 2025: ÖVP 8, SPÖ 6, FPÖ 1.[17]

### Bürgermeister
- bis 2018 Alois Daxböck (ÖVP)
- 2018–2023 Rupert Hobl (ehem. ÖVP)
- seit 2023 Christian Walzl (ÖVP)

### Wappen
Das Wappen der Gemeinde Stössing zeigt einen spitzen Dreiberg, eine goldene Linde und eine Hirschkuh auf schwarz-grünem Hintergrund. Der spitze Dreiberg verweist auf den Hegerberg. Ebenso wurde die 1988 gepflanzte Linde anlässlich der in diesem Jahr wiedererlangten Selbständigkeit in das Wappen aufgenommen – 1971 wurde Stössing mit Kasten bei Böheimkirchen vereinigt und erst 17 Jahre später wieder getrennt. Die Hirschkuh nimmt auf den Kirchenpatron, den Heiligen Ägydius, Bezug, der immer mit einer Hirschkuh abgebildet ist. Die grüne und schwarze Schildfarbe steht für den Wiesen- und Waldreichtum im Gemeindegebiet sowie für die engen Täler des Alpenvorlandes.